# Mikel Belascoain
Mikel Belascoain (Pamplona, 1978) es un artista plástico, director de cine documental y creador navarro. Su trabajo experimental se desarrolla en torno a la idea de Arte Nuevo, alrededor de la cual ha creado una Trilogía de Proyectos, considera de interés cultural y social por el Gobierno de Navarra, recibiendo el sello MECNA.
Los proyectos se caracterizan por la fusión de distintas disciplinas artísticas y la hibridación del arte con otras disciplinas de conocimiento. Los proyectos se desarrollan en directo creando atmósferas holísticas, en las que la obra muta en función de la localización espacial y temporal. Cada una de las localizaciones expositivas es una obra en sí misma. 
El primero de los proyectos de esta trilogía "Ceremonia" constituye un homenaje a la mujer y se prensenta como inicio triangular de una de las tres patas de reflexión acerca del vitalismo.
En el segundo proyecto de esta trilogía, Persona, el artista sitúa a la persona, creando un proyecto humanista inspirado en el diálogo entre arte y neurología. La idea de colaboración surge de forma conjunta entre el artista y el médico especialista en neurorehabilitación Manuel Murie Fernández. Persona es un proyecto en el que el artista inicia un diálogo con cinco pacientes que sufren enfermedades neurológicas graves. El proyecto se concreta en una obra pictórica de 8 metros de altura y una película documental dirigida conjuntamente con el artista y fotógrafo Miguel Goñi Aguinaga.
Otros proyectos del artista navarro son el Homenaje a Leonard Cohen, Like Tears to Cohen, la reflexión acerca de la incertidumbre y la clase media Middle Clash, el proyecto Aunque ya no Juguemos, que reivindica el romanticismo y la publicación independiente Benditos Críticos.